# Akbar Mirsojew

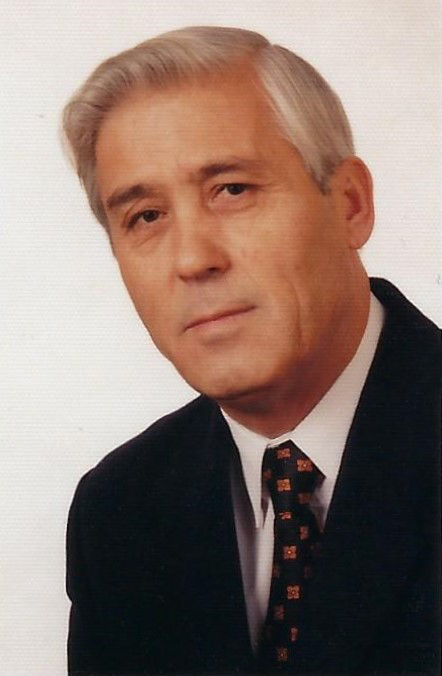
Porträt Akbar Mirzoev

Akbar Mirsojew (russisch und tadschikisch: Акбар Мирзоев, * 15. Februar 1939 in Norak, Tadschikische Sozialistische Sowjetrepublik, UdSSR) ist ein tadschikischer Politiker (parteilos).

## Leben
Mirsojew studierte an der Polytechnischen Hochschule in Duschanbe (1956–1960) und im Tadschikische Institut für Landwirtschaft (1978–1983). Vom Beruf her ist er Wasserbauingenieur.
Zwischen 1987 und 1990 war Mirsojew Vorsitzender der Exekutivausschüsse in den Provinzen Kulob und Qurghonteppa (heute Bochtar).
Er war vom 9. Januar 1992 bis zum 21. September 1992 der zweite Premierminister Tadschikistans. Von 1993 bis 1999 war er der erste tadschikische Botschafter in Deutschland.

## Privates
Er ist mit seiner Frau Galina (Mirsojewa) verheiratet.